# 450'erne
Århundreder: 4. århundrede – 5. århundrede – 6. århundrede
Årtier: 400'erne 410'erne 420'erne 430'erne 440'erne – 450'erne – 460'erne 470'erne 480'erne 490'erne 500'erne
År: 450 451 452 453 454 455 456 457 458 459